# Senato della Pennsylvania
Il Senato della Pennsylvania è la camera alta dell’Assemblea generale della Pennsylvania. Essa si riunisce, insieme alla Camera dei rappresentanti, nel Campidoglio dello Stato della Pennsylvania. 
È composto da 50 membri, ognuno dei quali eletti per un mandato quadriennale e rinnovati alternativamente ogni due anni in base al numero pari o dispari del relativo distretto. I rappresentanti non sono soggetti a un numero di mandati.